# Ozero Bajanitskoje
Ozero Bajanitskoje (ryska: Озеро Баяницкое) är en periodisk sjö i Belarus.   Den ligger i voblasten Minsks voblast, i den centrala delen av landet, 140 km söder om huvudstaden Minsk. Ozero Bajanitskoje ligger 132 meter över havet. Arean är 0,68 kvadratkilometer. Den sträcker sig 1,6 kilometer i nord-sydlig riktning, och 1,2 kilometer i öst-västlig riktning.
Omgivningarna runt Ozero Bajanitskoje är en mosaik av jordbruksmark och naturlig växtlighet. Runt Ozero Bajanitskoje är det ganska glesbefolkat, med 22 invånare per kvadratkilometer.